# Renanthera storiei
Renanthera storiei là một loài lan đặc hữu của Philippines.